# Bisdom Butembo-Beni
Het bisdom Butembo-Beni (Latijn: Dioecesis Butembensis-Benensis) is een rooms-katholiek bisdom in Congo-Kinshasa met als zetel Butembo. Het is een suffragaan bisdom van het aartsbisdom Bukavu en werd opgericht in 1959. 
Het bisdom is ontstaan uit de missie "sui iuris" van Beni die in 1934 werd opgericht. Aan het hoofd stond de Belgische pater van de Assumptionisten, Henri Joseph Marius Piérard. In 1938 werd Beni een apostolisch vicariaat en 1959 werd het verheven tot bisdom. De eerste bisschop was pater Piérard. In 1967 kreeg het bisdom zijn huidige naam.
In 2015 telde het bisdom 48 parochies. Het bisdom beslaat een oppervlakte van 45.000 km² en telde in 2015 1.868.000 inwoners waarvan 67,8% rooms-katholiek was. 

## Bisschoppen
- Henri Joseph Marius Piérard, A.A. (1959-1966)
- Emmanuel Kataliko (1966-1997)
- Melchisedec Sikuli Paluku (1998- )